# Wybory prezydenckie we Francji w 1848 roku
Wybory prezydenckie we Francji w 1848 roku – jedyne powszechne wybory prezydenckie we Francji przed rokiem 1965 odbyły się, po proklamowaniu Drugiej Republiki w roku 1848.

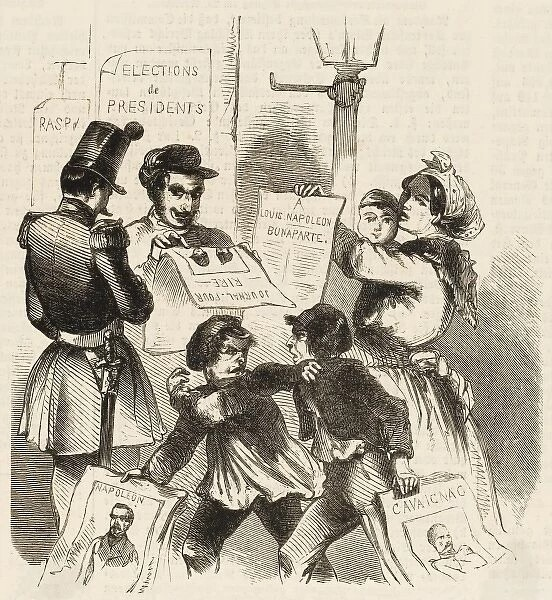
Karykatura francuska z okresu wyborów

Wedle ówczesnego prawa prezydent Republiki był obierany przez lud (tzn. wszystkich uprawnionych do głosowania mężczyzn) na okres lat czterech i dysponował, w przeciwieństwie np. do III i IV Republiki, bardzo rozległymi kompetencjami, stając się w praktyce szefem władzy wykonawczej.
W przypadku, gdy żaden z kandydatów nie uzyskał przynajmniej jednej trzeciej głosów, wyboru prezydenta dokonywał parlament.

## Wyniki wyborów
Głosowało: 7 426 252 (99,68% wszystkich uprawnionych)
- Ludwik Napoleon Bonaparte: 5 534 520 (74,52%)
- Louis-Eugène Cavaignac: 1 448 302
- Alexandre Ledru-Rollin: 371 431
- François-Vincent Raspail: 36 964
- Alphonse de Lamartine: 17 914 (oficjalnie się wycofał)

## Notka
Ludwik Napoleon Bonaparte rządził jako prezydent do końca roku 1852, kiedy to dokonał zamachu stanu i mianował się cesarzem Francuzów. Parlament usunął go wtedy formalnie z urzędu, ale był to w praktyce tylko pusty gest. Napoleon III panował do roku 1870, kiedy obalono go po przegranej wojnie z Prusami i proklamowano Trzecią Republikę.